# 우린폭망했다
《우린폭망했다》(영어: WeCrashed)는 애플 TV+에서 2022년 3월부터 4월까지 방영된 미국의 드라마이다. 공유 오피스 기업 WeWork의 흥망성쇠 실화를 다룬 작품이다.

## 출연진
- 자레드 레토 - 아담 뉴만
- 앤 해서웨이 - 레베카 뉴만
- 카일 마빈 - 미겔 맥켈비
- 아메리카 페레라 - 엘리시아 케네디
- 김의성 - 손 마사요시